# حادث قطار اورايا
في 23 أغسطس 2017، وقع حادث قطار اورايا عند خروج قطار سريع عن مساره بين محطتي باتا وأكهالدا في منطقة اورايا بولاية أتر برديش بالهند مما تسبب في إصابة ما لا يقل عن 74 شخص. يعتبر الحادث هو الانحراف الثاني خلال أسبوع واحد في أتر برديش بعد خروج قطار كالينغا أوتكال عن القضبان بالقرب من خاتولي في 19 أغسطس 2017 في مقاطعة مظفربور.

## الحادث
تسبب اصطدام القطار السريع بشاحنة تفريغ إلى خروج 10 عربات عن القضبان وإصابة ما لا يقل عن 74 شخصا أربعة منهم تم وصفهم كحالة حرجة. تم نقل المصابين سريعا إلى مستشفى ايتاواه.
صرحت بعض وسائل الإعلام إلى أن الشاحنة تابعة لإدارة السكك الحديدية وكانت تحمل رمال لأعمال السكك الحديد وأنها كان من المفترض أن توجد في مسار موازي للقضبان، إلا أن مسؤولي السكك الحديدية في دلهي قالوا إن القاطرة لم تكن تابعة لمشروع الممر.

## النتائج
تم إرسال أفراد تابعة لقوات الاستجابة للكوارث الوطنية للانضمام إلى عملية الإنقاذ في مكان الحادث، كما تم إلغاء جميع القطارات التي تسير في هذا المسار حتى انتهاء عمليات الإنقاذ واستعادة المسار.

## الردود
صرح وزير النقل والسكك الحديدية سوريش برابهو إن المصابين تم نقلهم سريعا إلى مستشفيات قبل أن يعلن استقالته من منصبه والتي رفضها رئيس الوزراء نارندرا مودي طالبا من الإستمرار.

## وصلات خارجية
- حادث قطار اورايا
- إصابة 74 شخص في حادث قطار اورايا